# Campionato africano femminile di pallavolo 2017
Il campionato africano femminile di pallavolo 2017 si è svolto dal 7 al 14 ottobre 2017 a Yaoundé, in Camerun: al torneo hanno partecipato nove squadre nazionali africane e la vittoria finale è andata per la prima volta al Camerun.

## Impianti
|                                                                             |  |  |
|                                                                             |  |  |
| Palazzetto dello Sport Città: Yaoundé Capienza: 5 263 Anno d'apertura: 2009 |  |  |

## Regolamento

### Formula
Le squadre hanno disputato una prima fase a gironi con formula del girone all'italiana; al termine della prima fase:
- Le prime due classificate di ogni girone hanno acceduto alla fase finale per il primo posto, strutturata in semifinali, finale per il terzo posto e finale.
- Le ultime due classificate del girone A e la terza e la quarta classificata del girone B hanno acceduto alla fase finale per il quinto posto, strutturata in semifinali, finale per il settimo posto e finale per il quinto posto.

### Criteri di classifica
Se il risultato finale è stato di 3-0 o 3-1 sono stati assegnati 3 punti alla squadra vincente e 0 a quella sconfitta, se il risultato finale è stato di 3-2 sono stati assegnati 2 punti alla squadra vincente e 1 a quella sconfitta.
L'ordine del posizionamento in classifica è stato definito in base a:
- Numero di partite vinte;
- Punti;
- Ratio dei set vinti/persi;
- Ratio dei punti realizzati/subiti;
- Risultati degli scontri diretti.

## Squadre partecipanti
| Squadra      | Qualificazione      | Ultima partecipazione |
| ------------ | ------------------- | --------------------- |
| Algeria      | -                   | Kenya 2015            |
| Botswana     | -                   | Kenya 2015            |
| Camerun      | Paese organizzatore | Kenya 2015            |
| Egitto       | -                   | Kenya 2013            |
| Kenya        | -                   | Kenya 2015            |
| Nigeria      | -                   | Kenya 2011            |
| RD del Congo | -                   | Kenya 2003            |
| Senegal      | -                   | Kenya 2015            |
| Tunisia      | -                   | Kenya 2015            |

## Torneo

### Fase a gironi
| Girone A | Girone B     |
| -------- | ------------ |
| Algeria  | Kenya        |
| Botswana | Nigeria      |
| Camerun  | RD del Congo |
| Egitto   | Senegal      |
| -        | Tunisia      |

#### Girone A

##### Risultati
| 7 ottobre 2017 Palazzetto dello Sport, Yaoundé Durata: 1h:16 - Spettatori: 3 000  | Camerun  | 3 - 0 | Botswana | 25-22, 25-11, 25-17              |
| 8 ottobre 2017 Palazzetto dello Sport, Yaoundé Durata: 1h:10 - Spettatori: 1 500  | Algeria  | 0 - 3 | Egitto   | 12-25, 17-25, 14-25              |
| 9 ottobre 2017 Palazzetto dello Sport, Yaoundé Durata: 1h:45 - Spettatori: 3 000  | Camerun  | 3 - 1 | Algeria  | 25-20, 25-9, 17-25, 25-10        |
| 10 ottobre 2017 Palazzetto dello Sport, Yaoundé Durata: 1h:15 - Spettatori: 300   | Egitto   | 3 - 0 | Botswana | 25-14, 25-18, 25-21              |
| 11 ottobre 2017 Palazzetto dello Sport, Yaoundé Durata: 2h:02 - Spettatori: 300   | Botswana | 2 - 3 | Algeria  | 25-14, 21-25, 25-16, 12-25, 8-15 |
| 11 ottobre 2017 Palazzetto dello Sport, Yaoundé Durata: 2h:07 - Spettatori: 5 000 | Egitto   | 1 - 3 | Camerun  | 25-20, 28-30, 17-25, 18-25       |

##### Classifica
| Pos | Squadra  | Pt | G | V | P | SV | SP | Ratio | PF  | PS  | Ratio |
| --- | -------- | -- | - | - | - | -- | -- | ----- | --- | --- | ----- |
| 1   | Camerun  | 9  | 3 | 3 | 0 | 9  | 2  | 4.500 | 267 | 202 | 1.322 |
| 2   | Egitto   | 6  | 3 | 2 | 1 | 7  | 3  | 2.333 | 238 | 196 | 1.214 |
| 3   | Algeria  | 2  | 3 | 1 | 2 | 4  | 8  | 0.500 | 202 | 258 | 0.783 |
| 4   | Botswana | 1  | 3 | 0 | 3 | 2  | 9  | 0.222 | 194 | 245 | 0.792 |

#### Girone B

##### Risultati
| 7 ottobre 2017 Palazzetto dello Sport, Yaoundé Durata: 1h:40 - Spettatori: 500    | Senegal      | 3 - 1 | RD del Congo | 25-21, 21-25, 25-21, 25-15 |
| 7 ottobre 2017 Palazzetto dello Sport, Yaoundé Durata: 1h:04 - Spettatori: 1 000  | Kenya        | 3 - 0 | Nigeria      | 25-16, 25-8, 25-10         |
| 8 ottobre 2017 Palazzetto dello Sport, Yaoundé Durata: 1h:38 - Spettatori: 500    | Nigeria      | 1 - 3 | Tunisia      | 25-19, 20-25, 10-25, 11-25 |
| 8 ottobre 2017 Palazzetto dello Sport, Yaoundé Durata: 1h:05 - Spettatori: 1 000  | Senegal      | 0 - 3 | Kenya        | 21-25, 26-28, 15-25        |
| 9 ottobre 2017 Palazzetto dello Sport, Yaoundé Durata: 1h:06 - Spettatori: 500    | Kenya        | 3 - 0 | RD del Congo | 25-17, 25-15, 25-12        |
| 9 ottobre 2017 Palazzetto dello Sport, Yaoundé Durata: 1h:50 - Spettatori: 2 000  | Tunisia      | 1 - 3 | Senegal      | 23-25, 19-25, 25-18, 22-25 |
| 10 ottobre 2017 Palazzetto dello Sport, Yaoundé Durata: 1h:14 - Spettatori: 500   | RD del Congo | 0 - 3 | Nigeria      | 19-25, 14-25, 15-25        |
| 10 ottobre 2017 Palazzetto dello Sport, Yaoundé Durata: 1h:19 - Spettatori: 1 000 | Kenya        | 3 - 0 | Tunisia      | 25-17, 25-21, 25-16        |
| 11 ottobre 2017 Palazzetto dello Sport, Yaoundé Durata: 1h:12 - Spettatori: 500   | Tunisia      | 3 - 0 | RD del Congo | 25-18, 25-14, 25-20        |
| 11 ottobre 2017 Palazzetto dello Sport, Yaoundé Durata: 1h:18 - Spettatori: 1 500 | Nigeria      | 0 - 3 | Senegal      | 23-25, 20-25, 20-25        |

##### Classifica
| Pos | Squadra      | Pt | G | V | P | SV | SP | Ratio | PF  | PS  | Ratio |
| --- | ------------ | -- | - | - | - | -- | -- | ----- | --- | --- | ----- |
| 1   | Kenya        | 12 | 4 | 4 | 0 | 12 | 0  | MAX   | 303 | 194 | 1.562 |
| 2   | Senegal      | 9  | 4 | 3 | 1 | 9  | 5  | 1.800 | 326 | 312 | 1.045 |
| 3   | Tunisia      | 6  | 4 | 2 | 2 | 7  | 7  | 1.000 | 312 | 286 | 1.091 |
| 4   | Nigeria      | 3  | 4 | 1 | 3 | 4  | 9  | 0.444 | 238 | 292 | 0.815 |
| 5   | RD del Congo | 0  | 4 | 0 | 4 | 1  | 12 | 0.083 | 226 | 321 | 0.704 |

### Fase finale

#### Finali 1º e 3º posto
|  | Semifinali | Semifinali | Semifinali |         |       | Finale 1º/2º posto | Finale 1º/2º posto | Finale 1º/2º posto |  |
|  |            |            |            |         |       |                    |                    |                    |  |
|  | Kenya      | Kenya      | 3          |         |       |                    |                    |                    |  |
|  | Kenya      | Kenya      | 3          |         |       |                    |                    |                    |  |
|  | Egitto     | Egitto     | 0          |         |       |                    |                    |                    |  |
|  | Egitto     | Egitto     | 0          |         | Kenya | Kenya              | 0                  |                    |  |
|  |            |            |            |         | Kenya | Kenya              | 0                  |                    |  |
|  |            |            | Camerun    | Camerun | 3     |                    |                    |                    |  |
|  | Camerun    | Camerun    | Camerun    | Camerun | 3     | 3                  |                    |                    |  |
|  | Camerun    | Camerun    |            |         |       | 3                  |                    |                    |  |
|  | Senegal    | Senegal    | 0          |         |       | Finale 3º/4º posto | Finale 3º/4º posto | Finale 3º/4º posto |  |
|  | Senegal    | Senegal    | 0          |         |       |                    |                    |                    |  |
|  |            |            |            |         |       |                    |                    |                    |  |
|  |            |            |            |         |       | Egitto             | Egitto             | 3                  |  |
|  |            |            |            |         |       | Egitto             | Egitto             | 3                  |  |
|  |            |            |            |         |       | Senegal            | Senegal            | 0                  |  |

##### Semifinali
| 13 ottobre 2017 Palazzetto dello Sport, Yaoundé Durata: 1h:27 - Spettatori: 2 500 | Kenya   | 3 - 0 | Egitto  | 25-23, 25-22, 25-19 |
| 13 ottobre 2017 Palazzetto dello Sport, Yaoundé Durata: 1h:30 - Spettatori: 5 500 | Camerun | 3 - 0 | Senegal | 25-19, 25-20, 27-25 |

##### Finale 3º posto
| 14 ottobre 2017 Palazzetto dello Sport, Yaoundé Durata: 1h:16 - Spettatori: 3 000 | Egitto | 3 - 0 | Senegal | 25-20, 25-19, 25-23 |

##### Finale
| 14 ottobre 2017 Palazzetto dello Sport, Yaoundé Durata: 1h:32 - Spettatori: 7 000 | Kenya | 0 - 3 | Camerun | 22-25, 19-25, 27-29 |

#### Finali 5º e 7º posto
|  | Semifinali | Semifinali | Semifinali |         |         | Finale 5º/6º posto | Finale 5º/6º posto | Finale 5º/6º posto |  |
|  |            |            |            |         |         |                    |                    |                    |  |
|  | Algeria    | Algeria    | 3          |         |         |                    |                    |                    |  |
|  | Algeria    | Algeria    | 3          |         |         |                    |                    |                    |  |
|  | Nigeria    | Nigeria    | 1          |         |         |                    |                    |                    |  |
|  | Nigeria    | Nigeria    | 1          |         | Algeria | Algeria            | 1                  |                    |  |
|  |            |            |            |         | Algeria | Algeria            | 1                  |                    |  |
|  |            |            | Tunisia    | Tunisia | 3       |                    |                    |                    |  |
|  | Tunisia    | Tunisia    | Tunisia    | Tunisia | 3       | 3                  |                    |                    |  |
|  | Tunisia    | Tunisia    |            |         |         | 3                  |                    |                    |  |
|  | Botswana   | Botswana   | 0          |         |         | Finale 7º/8º posto | Finale 7º/8º posto | Finale 7º/8º posto |  |
|  | Botswana   | Botswana   | 0          |         |         |                    |                    |                    |  |
|  |            |            |            |         |         |                    |                    |                    |  |
|  |            |            |            |         |         | Nigeria            | Nigeria            | 3                  |  |
|  |            |            |            |         |         | Nigeria            | Nigeria            | 3                  |  |
|  |            |            |            |         |         | Botswana           | Botswana           | 0                  |  |

##### Semifinali
| 13 ottobre 2017 Palazzetto dello Sport, Yaoundé Durata: 1h:42 - Spettatori: 300 | Algeria | 3 - 1 | Nigeria  | 25-13, 25-11, 22-25, 25-20 |
| 13 ottobre 2017 Palazzetto dello Sport, Yaoundé Durata: 1h:05 - Spettatori: 300 | Tunisia | 3 - 0 | Botswana | 25-16, 25-17, 25-14        |

##### Finale 7º posto
| 14 ottobre 2017 Palazzetto dello Sport, Yaoundé Durata: 1h:11 - Spettatori: 100 | Nigeria | 3 - 0 | Botswana | 25-18, 25-23, 25-14 |

##### Finale 5º posto
| 14 ottobre 2017 Palazzetto dello Sport, Yaoundé Durata: 1h:48 - Spettatori: 800 | Algeria | 1 - 3 | Tunisia | 13-25, 21-25, 25-23, 16-25 |

## Podio

### Campione
Formazione: 1 Stéphanie Fotso, 2 Christelle Tchoudjang, 4 Raïssa Nasser, 5 Théorine Aboa Mbeza, 6 Laetitia Moma Bassoko, 7 Henriette Koulla, 10 Berthrade Bikatal, 11 Victoire Ngon Ntame, 12 Fawziya Abdoulkarim, 13 Madeleine Essissima, 14 Yolande Amana, 15 Emelda Piata, 16 Estelle Adiana, 18 Odette Ahirnidi, CT: Jean-René Akono

### Secondo posto
Formazione: 1 Jane Wairimu, 2 Everlyne Makuto, 3 Violet Nakuto, 4 Leonida Kasaya, 7 Janet Wanja, 8 Trizah Atuka, 10 Noel Muraambi, 14 Mercy Moim, 15 Brackcides Khadambi, 16 Agripina Khayesi, 18 Emmaculate Chemtai, 19 Edith Mukuvulani, CT: Japheth Munala

### Terzo posto
Formazione: 1 Aya Elshamy, 2 Nehal Ahmed, 3 Nada Korra, 6 Maia Ahmed, 7 Mariam Ahmed, 8 Nahla Abdelfattah, 9 Shoruk Mahmoud, 10 Rahma Elmohandes, 12 Farida Alaskalany, 13 Nourallah Amin, 15 Doaa Elghobashy, 16 Mayar Mohamed, 17 Aya Ahmed, 19 Dana Emam, CT: Mohamed Maged

## Classifica finale
| Pos | Squadra      | Qualificazione           |
| --- | ------------ | ------------------------ |
|     | Camerun      | Campionato mondiale 2018 |
|     | Kenya        | Campionato mondiale 2018 |
|     | Egitto       |                          |
| 4   | Senegal      |                          |
| 5   | Tunisia      |                          |
| 6   | Algeria      |                          |
| 7   | Nigeria      |                          |
| 8   | Botswana     |                          |
| 9   | RD del Congo |                          |

## Premi individuali
| Premio                 | Nome             | Squadra |
| ---------------------- | ---------------- | ------- |
| MVP                    | Moma Bassoko     | Camerun |
| Miglior attaccante     | Mercy Moim       | Kenya   |
| Miglior muro           | Edith Mukuvulani | Kenya   |
| Miglior servizio       | Aya Elshamy      | Egitto  |
| Miglior palleggiatrice | Koulla Nadge     | Camerun |
| Miglior ricevitrice    | Fatou Diouck     | Senegal |
| Miglior libero         | Raissa Nasser    | Camerun |